# 近无毛蓝花土瓜
近无毛蓝花土瓜（学名：Merremia yunnanensis var. glabrescens）是旋花科鱼黄草属蓝花土瓜的变种。分布在中国大陆的云南等地，分布于海拔1,800米至2,300米的地区，多生在山坡灌丛，目前尚未由人工引种栽培。